# Cap Diego
Cap Diego is een schiereiland van Madagaskar gelegen in de regio Diana en is omgeven door de Indische Oceaan. Het schiereiland is het uiterste noorden van het vasteland van Madagaskar en ligt vlak bij de stad Antsiranana. 
Het schiereiland grenst aan het noorden met de baai van Antsiranana, die verbonden is met de Indische Oceaan. Er is een vliegveld aanwezig in de buurt van het dorp Andrakaka, gebouwd door de Royal Air Force in 1942, dit is gelegen in het centrum van het schiereiland.

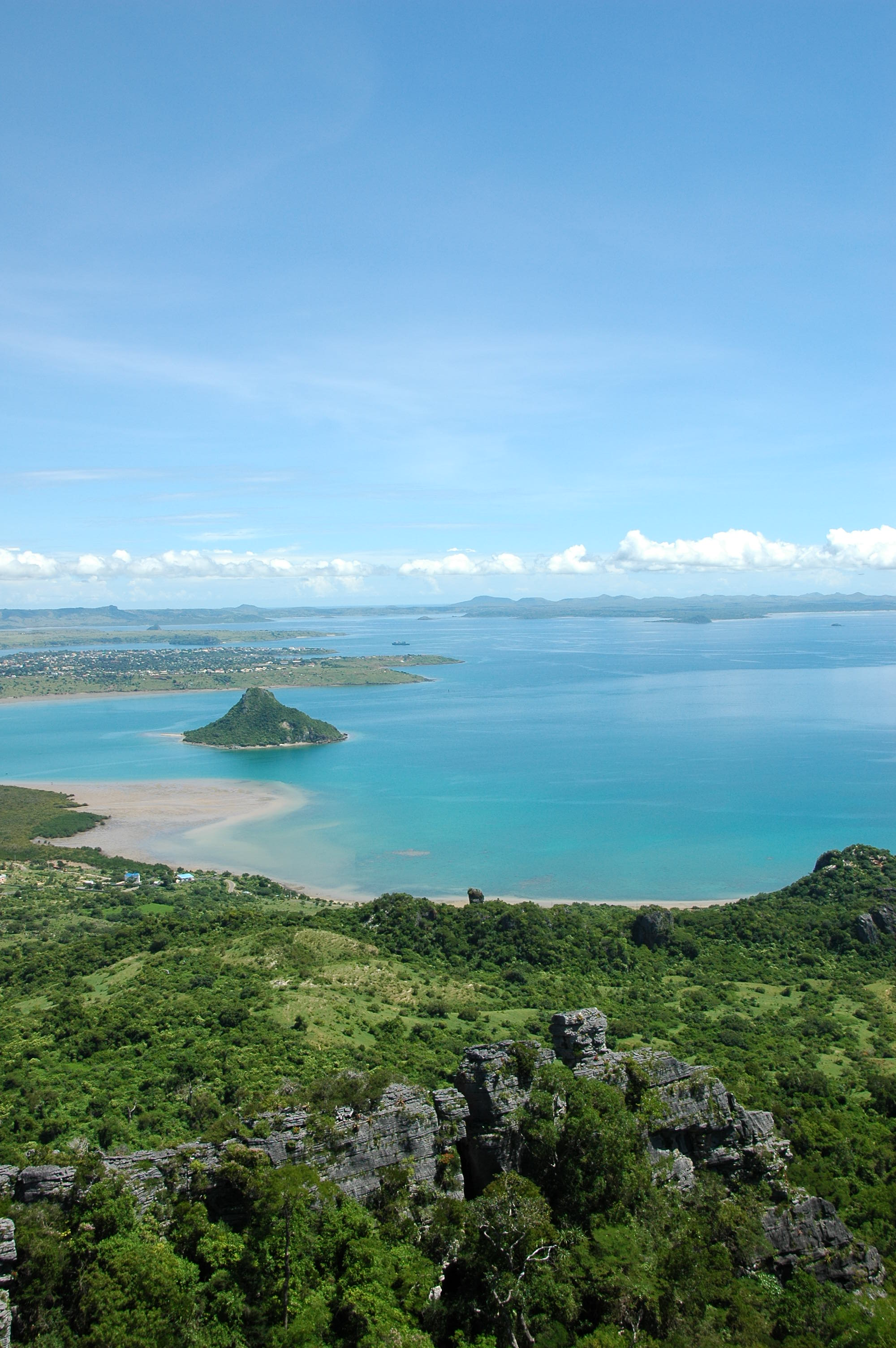
Uitzicht vanaf Cap Diego met het eilandje Pain de Sucre.